# 植杉佳代
植杉 佳代（うえすぎ かよ、1990年6月8日 - ）は、日本の女優、タレント、ダンサー、歌手。
山口県宇部市出身。

## 略歴
2013年6月、ダンスボーカルユニットJAMMY（エイベックス）のメンバーとしてデビュー。
2015年にJAMMYを卒業し、女優・タレントに転身。

## 人物
母親の影響で3歳のときにダンスを始める。
女優に転身後、出身地で発行されている宇部新聞の取材に対し、「将来的には『この役なら植杉』と言われるようになりたい」と語った。

## 出演作品

### テレビ番組
- 新クイズ面白ゼミナール（2015年 - 、NHK）

### テレビCM
- トヨタ自動車「トヨタ・シエンタ」インテリアデザイン解説（2015年）
- サニクリーン「走るおそうじマイスター」（2016年）
- ロート製薬「ロートCキューブ 先輩ずるい篇」（2015年）
- 三ツ矢サイダー（2015年）
- ハーゲンダッツ「ドルチェ」（2015年）

### WebCM
- バーガーキング「KING VALUE SET 四谷三丁目編」（2015年）
- 三井ダイレクト損害保険「三井の解決力」（2015年）
- NTTドコモ「dグルメ」（2016年）
- イトーヨーカドー「恋浴衣」（2016年）

### 雑誌連載
- ホビージャパン『サバイバルゲーマーズ 2016 SUMMER』（2016年7月号 - ）

### 振付指導
- 室生犀星原作 映画『蜜のあわれ』主演二階堂ふみ 振付指導（2016年）

### 新聞
- 宇部新聞[要検証 – ノート]（2016年5月27日）